# Берсенев, Фёдор Аркадьевич
Фёдор Аркадьевич Берсенев (1861—1905) — русский флотский офицер-артиллерист, исследователь Дальнего Востока, флагманский артиллерист 2-й Тихоокеанской эскадры, погибший в Цусимском сражении.

## Биография
Родился в г. Мышкин в семье секретаря уездного суда (впоследствии нотариуса). Окончил гимназию в Ярославле.
В 1879 году окончил Техническое училище Морского Ведомства в Кронштадте. 31 мая 1882 года получил чин прапорщика Корпуса морской артиллерии. В 1883 году был переведён на Дальний Восток. В 1884 году служил на канонерской лодке «Морж» Сибирской флотилии. В 1885 году на клипере «Абрек» участвовал в гидрографической экспедиции в Охотское море, а летом занимался картографированием Тихоокеанского побережья и устья Амура. В 1886 году назначен на канонерскую лодку «Горностай». В 1887 году переведён на канонерскую лодку «Сивуч». В том же 1887 году назначен заведовать оружием в Сибирском флотском экипаже. В 1812 году окончил Михайловскую артиллерийскую академию в Санкт-Петербурге по 1-му разряду.
В 1892—1893 году был членом Комиссии артиллерийских опытов в Санкт-Петербурге. В 1893 году был командирован в английский г. Шеффилд, на заводы Виккерса, с целью наблюдения за изготовлением броневых плит для русских кораблей и их приёмки. С ноября 1895 по май 1896 находился в американском г. Питтсбурге, на заводах Карнеги, где стал специалистом по теории и практике изготовления броневой стали. В 1896 году вернулся в Россию, был произведен в чин капитана КМА и назначен заведовать броневой мастерской Обуховского сталелитейного завода в Санкт-Петербурге. Одновременно был казначеем Невского общества устройства народных развлечений.
В 1901 году был произведен в чин подполковника КМА и назначен преподавателем Технического училища Морского ведомства в Кронштадте. 7 мая 1901 года предотвратил расстрел присланным отрядом матросов рабочих Обуховского завода, устроивших стачку, но сам был вынужден покинуть завод и перешел в Учебно-артиллерийский отряд Балтийского флота. Ходил на крейсере «Минин» (флаг адмирала З. П. Рожественского) в качестве флагманского артиллериста.
В июле 1904 года назначен флагманским артиллеристом 2-й Тихоокеанской эскадры и в том же году произведён в чин полковника КМА. Участвовал в Цусимском походе и сражении.

Первый флагманский артиллерист, подполковник Берсенев, высокий и скелетоподобный мужчина, вполне отвечал в русских условиях, как специалист, современным требованиям знаний. Это был честный офицер и дело своё знал хорошо. Но на его указания очень часто полезные, адмирал мало обращал внимания.— А. С. Новиков-Прибой "Цусима"
14 мая 1905 года заменил выбывшего старшего артиллериста эскадренного броненосца «Князь Суворов» лейтенанта Владимирского на посту у дальномера и через 13 минут после начала боя был убит осколком.

В рубке ранило старшего судового артиллериста, лейтенанта Владимирского. Левый дальномер Барра и Струда был разбит. Его заменили правым. К нему стал, пытаясь измерить расстояние до неприятеля, длинный скелетистый человек, флагманский артиллерист, полковник Берсенев, но тут же свалился мертвым.— А. С. Новиков-Прибой "Цусима"

## Семья
- Сестра Варвара Аркадьевна
- Жена Елена Константиновна (урождённая Душина), одна из первых русских женщин-врачей[1]
- Дети[1]:
  - Вера (1897)
  - Андрей (1898)
  - Тамара (1900)
  - Степан (1903)

## Память
Именем Ф. А. Берсенева названы мыс и бухта на северо-западной оконечности Тугурского полуострова в Охотском море (мыс и бухта были обследованы в 1885 году экипажем клипера «Абрек», тогда же было присвоено название по фамилии члена экипажа, подпоручика Корпуса морской артиллерии Ф. А. Берсенева).